# واشنطن لويز دي أوليفيرا
واشنطن لويز دي أوليفيرا هو موظف مدني وسياسي برازيلي، ولد في 24 ديسمبر 1949 في Várzea Alegre ‏ في البرازيل. نشط حزبياً في حزب العمال البرازيلي. وقد انتخب federal deputy of Maranhão ‏.